# Kyrylivka (consejo de la aldea Slobidka)
Kirillovka  (en ucraniano: Кирилівка) es una localidad del raión de Podilsk en el Óblast de Odesa de Ucrania.